# 拿斯·奧臣
拿斯·奧臣（丹麥語：Lars Olsen，1961年2月2日—）是一名前丹麥防守球員，現任職法羅群島國家足球隊領隊。

## 國家隊生涯
1986年4月9日，拿斯·奧臣在丹麥作客對保加利亞的友誼賽首度為國家隊披甲。
他曾代表國家隊參與了1988、1992和1996三屆歐洲國家盃，並以隊長身份助丹麥成功於1992年歐洲國家盃封王。

## 國家隊入球
所有比分以丹麥入球先行。
| # | 日期          | 場地             | 對手     | 入球 | 賽果 | 賽事                 |
| - | ------------- | ---------------- | -------- | ---- | ---- | -------------------- |
| 1 | 1987年6月10日 | 奧爾堡，丹麥     | 羅馬尼亞 | 4-0  | 8-0  | 1988年奧運足球外圍賽 |
| 2 | 1987年9月3日  | 巴克烏，羅馬尼亞 | 羅馬尼亞 | 2-0  | 2-1  | 1988年奧運足球外圍賽 |
| 3 | 1989年6月18日 | 哥本哈根，丹麥   | 巴西     | 4-0  | 4-0  | 丹麥足協百周年紀念賽 |
| 4 | 1993年8月25日 | 哥本哈根，丹麥   | 立陶宛   | 1-0  | 4-0  | 1994年世界盃外圍賽   |

## 榮譽
球員時代
邦比
- 丹麥超級聯賽冠軍 (6): 1985, 1987, 1988, 1990, 1991, 1995-96
- 丹麥盃冠軍: 1989

特拉布宗
- 土耳其盃冠軍: 1992

丹麥國家隊
- 歐洲國家盃冠軍： 1992

個人
- 邦比最佳球員: 1987  [2]
- 丹麥足球先生: 1988

領隊時代
蘭德斯
- 丹麥盃冠軍: 2006